# Bunnar
Bunnar (en árabe: بوبنار‎, en francés: Abou Bnar) es una localidad marroquí perteneciente al municipio de Talambot, en la región de Tánger-Tetuán-Alhucemas. Desde 1912 hasta 1956 perteneció a la zona norte del Protectorado español de Marruecos.